# Jerzy Lisiecki
Jerzy Bogdan Lisiecki (ur. 10 lipca 1939 w Cudzieniszkach w rejonie oszmiańskim, zm. 30 czerwca 2025) – polski polityk, informatyk i samorządowiec, działacz opozycji w PRL, w 1998 wicewojewoda słupski.

## Życiorys
Syn Leonarda i Emilii. Pochodził z Wileńszczyzny, w 1952 wraz z rodziną został zesłany do Kazachskiej SRR. Powrócił do Polski w 1956 i zamieszkał w Słupsku. Absolwent matematyki na Uniwersytecie Mikołaja Kopernika w Toruniu (1966). Pracował jako nauczyciel matematyki i fizyki – kolejno w I Liceum Ogólnokształcącym w Słupsku (1966–1967), Liceum Medycznym w Słupsku (1967–1968) i zasadniczej szkole zawodowej w tym mieście (1968–1969). Następnie zatrudniony jako programista i kierownik działu w ZETO w Koszalinie (1969–1975), kierownik ośrodka obliczeniowego w Słupsku (w ramach gdyńskiego i koszalińskiego ZETO; 1976–1979) oraz sekcji elektronicznego przetwarzania danych w Północnych Zakładach Przemysłu Skórzanego „Alka” w Słupsku (1980–1988). W 1989 rozpoczął prowadzenie własnej działalności gospodarczej.
Działał w Związku Harcerstwa Polskiego (1956−1958) i Zrzeszeniu Studentów Polskich (1961−1966), od 1964 do 1981 należał do Polskiej Zjednoczonej Partii Robotniczej. Od września 1980 wchodził w skład prezydium komitetu zakładowego NSZZ „Solidarność” w PZPS „Alka”. W ramach „Solidarności” został przewodniczącym Regionalnej Komisji Wyborczej, członkiem zarządu regionu słupskiego i delegatem na wojewódzki zjazd delegatów w 1981. Był z tej przyczyny rozpracowywany przez funkcjonariuszy SB. Po wprowadzeniu stanu wojennego wycofał się z działalności związkowej, zajął się m.in. przekazywaniem informacji o regionie do Radia Wolna Europa. W 1989 kierował biurem wyborczym Komitetu Obywatelskiego w Słupsku, był też przewodniczącym KO w mieście (kwiecień 1989 − grudzień 1990). Pod koniec 1990 objął funkcję zastępcy kierownika Urzędu Rejonowego w Słupsku, następnie był kierownikiem tej instytucji.
Należał kolejno do Ruchu Obywatelskiego Akcja Demokratyczna, Unii Demokratycznej i Unii Wolności, kierował kołemi tej ostatniej parti w Słupsku. Od 1990 do 1994 był radnym miejskim. W 1993 kandydował do Senatu (zajął 7. miejsce wśród 9 kandydatów). W 1998 sprawował funkcję ostatniego w historii województwa wicewojewody słupskiego. W kadencji 1998–2002 zasiadał w Sejmiku Województwa Pomorskiego, pełnił funkcję jego wiceprzewodniczącego. Od 1999 kierował gdańskim oddziałem Agencji Nieruchomości Rolnych, w 2003 przeszedł na emeryturę. W 2005 odszedł z UW w związku z jej przekształceniem w Partię Demokratyczną. Działał też w Federacji Rodzin Katyńskich i od 2009 jako prezes oddziału Związku Sybiraków w Słupsku.